# Pauline Seigneur
Pauline Seigneur (de son vrai nom Nicole Chavannes), née le 6 mai 1943 à Montbéliard, est une écrivain vaudoise.

## Biographie
Originaire de Vevey, Pauline Seigneur suit des études d'infirmières à Colmar. 
Elle commence sa carrière littéraire en 1985 avec la publication du roman, Les fables (1985), suivi l'année suivante par La Galilée. On lui doit également La route du fort, roman paru aux éditions L'Harmattan, dont l'action se situe au Fort Lachaux. En 2006, elle publie Les bonnes intentions.
Elle est membre de la Société des amis de Gustave Roud, de la Société des amis de Rainer Maria Rilke, de l'Association des amis de C. F. Ramuz et de l'association vaudoise des écrivains. 